# Flåsjön, Värmland
Flåsjön är en sjö i Filipstads kommun och Hagfors kommun i Värmland och ingår i Göta älvs huvudavrinningsområde. Sjön är 21,5 meter djup, har en yta på 3,96 kvadratkilometer och är belägen 271,3 meter över havet. Sjön avvattnas av vattendraget Laggälven (Sandsjöälven). Vid provfiske har bland annat abborre, gädda, lake och mört fångats i sjön.

## Delavrinningsområde
Flåsjön ingår i det delavrinningsområde (666570-139924) som SMHI kallar för Utloppet av Flåsjön. Medelhöjden är 323 meter över havet och ytan är 32,45 kvadratkilometer. Det finns inga avrinningsområden uppströms utan avrinningsområdet är högsta punkten. Laggälven (Sandsjöälven) som avvattnar avrinningsområdet har biflödesordning 3, vilket innebär att vattnet flödar genom totalt 3 vattendrag innan det når havet efter 386 kilometer. Avrinningsområdet består mestadels av skog (73 procent). Avrinningsområdet har 4,05 kvadratkilometer vattenytor vilket ger det en sjöprocent på 12,5 procent.

## Fisk
Vid provfiske har följande fisk fångats i sjön:
- Abborre
- Gädda
- Lake
- Mört
- Sik